# Jhon Emerson Córdoba
Jhon Emerson Córdoba Mosquera (Pereira, Risaralda; 15 de julio de 2000) es un futbolista colombiano. Juega como extremo en Instituto de la Primera División de Argentina.

## Trayectoria

### Atlético Bucaramanga
Jhon Emerson formó parte del plantel campeón de la primera estrella de la historia del Atlético Bucaramanga. Anotó gol en la final de vuelta ante Santa Fe en la cual posteriormente se coronó como campeón del fútbol colombiano.El 17 de junio de 2024 confirmó su no continuidad en el club 'leopardo' luego de que no se ejerciera la opción de compra pactada entre el Atlético Bucaramanga y el Deportivo Malacateco.

### Millonarios
El 5 de julio de 2024 es confirmado como nuevo jugador de Millonarios por medio de las redes sociales del club. Firma contrato por un año en condición de préstamo con opción de compra.

## Estadísticas
Actualizado al último partido disputado el 16 de junio de 2025.
| Club                             | Div.                | Temporada           | Liga  | Liga  | Copas | Copas | Internacional | Internacional | Total | Total | Prom. · |
| Club                             | Div.                | Temporada           | Part. | Goles | Part. | Goles | Part.         | Goles         | Part. | Goles | Prom. · |
| -------------------------------- | ------------------- | ------------------- | ----- | ----- | ----- | ----- | ------------- | ------------- | ----- | ----- | ------- |
| Atlético Huila · Colombia        | 1.º                 | 2018                | 0     | 0     | -     | -     | -             | -             | 0     | 0     |         |
| Atlético Huila · Colombia        | 1.º                 | 2019                | 6     | 0     | 1     | 0     | -             | -             | 7     | 0     |         |
| Atlético Huila · Colombia        | 2.º                 | 2020                | 5     | 1     | 4     | 0     | -             | -             | 9     | 1     |         |
| Atlético Huila · Colombia        | 1.º                 | 2021                | 5     | 0     | -     | -     | -             | -             | 5     | 0     |         |
| Atlético Huila · Colombia        | Total               | Total               | 16    | 1     | 5     | 0     | 0             | 0             | 21    | 1     |         |
| Fortaleza · Colombia             | 2.º                 | A-2022              | 9     | 0     | 5     | 0     | -             | -             | 14    | 0     |         |
| Fortaleza · Colombia             | Total               | Total               | 9     | 0     | 5     | 0     | 0             | 0             | 14    | 0     |         |
| Deportivo Malacateco · Guatemala | 1.º                 | 2022-23             | 40    | 9     | -     | -     | -             | -             | 40    | 9     |         |
| Deportivo Malacateco · Guatemala | Total               | Total               | 40    | 9     | 0     | 0     | 0             | 0             | 40    | 9     |         |
| Atlético Bucaramanga · Colombia  | 1.º                 | F-2023              | 18    | 7     | 2     | 0     | -             | -             | 20    | 7     |         |
| Atlético Bucaramanga · Colombia  | 1.º                 | A-2024              | 26    | 4     | 3     | 1     | -             | -             | 29    | 5     |         |
| Atlético Bucaramanga · Colombia  | Total               | Total               | 42    | 11    | 5     | 1     | 0             | 0             | 47    | 12    |         |
| Millonarios · Colombia           | 1.º                 | F-2024              | 25    | 5     | 2     | 0     | -             | -             | 27    | 5     |         |
| Millonarios · Colombia           | 1.º                 | A-2025              | 20    | 2     | -     | -     | 1             | 0             | 21    | 2     |         |
| Millonarios · Colombia           | Total               | Total               | 45    | 7     | 2     | 0     | 1             | 0             | 48    | 7     |         |
| Total en su carrera              | Total en su carrera | Total en su carrera | 137   | 27    | 17    | 1     | 1             | 0             | 155   | 28    |         |

## Palmarés

### Campeonatos nacionales
| Título              | Club                 | País     | Año  |
| ------------------- | -------------------- | -------- | ---- |
| Categoría Primera B | Atlético Huila       | Colombia | 2020 |
| Torneo Apertura     | Atlético Bucaramanga | Colombia | 2024 |